# لوزان
لوزان أو لُزَنَة (بالفرنسية: Lausanne)‏ هي مدينة تقع بالجزء الناطق باللغة الفرنسية في سويسرا، وتقع على سواحل بحيرة جنيف.
من المدن الشهيرة والجميلة في سويسرا وهي تبعد عن جنيف مسافة 60 كلم تقريبا وعلى الطريق بين المدينتين توجد مناظر خلابة حيث تكون بحيرة جنيف على اليمين وتكون التلال الخضراء والتي تتناثر عليها البيوت ذات القرميد الأحمر على اليسار وجبال الألب الشاهقة خلف البحيرة في منظر من أجمل المناظر الطبيعية على مستوى العالم.
ويوجد بمدينة لوزان المتحف الأوليمبي الشهير وحديقة الحيوانات.
و في منطقة أوشي في وسط لوزان على ضفاف البحيرة يوجد فنادق فخمة ومطاعم ومناطق رائعة للجلوس للاستمتاع بهواء البحيرة العليل وتناول المرطبات.
تُعدّ لوزان، ثاني أكبر مدينة سويسرية تقع على ضفاف بحيرة جنيف الشهيرة، حيث تجمع بين دينامكية المدينة التجارية مع موقعها المهم كمنتجع سياحي جذاب. وتعجُّ أيضاً عاصمة إقليم «فود» بالحركة والحيوية والنشاط بوجود جامعتها واستضافة المؤتمرات. كما أنّ الرياضة والثقافة تمنحان هذه العاصمة الأولمبية مكانة عالية ومرموقة.

## التعليم في لوزان
إن التعليم هو قطاع مهم جداً من أجل لوزان ومؤخراً أحد مدارسنا الدولية وهي مدرسة لي روزيه الدولية  شاركت في جولة ترويج هامة لدول مجلس التعاون الخليجي ولقد قدمت روزيه عروضاً خلال التقديمات المتنوعة لسنتها الأكاديمية (باللغة الإنجليزية) ودورة الصيف (باللغة الإنجليزية والفرنسية) للطلاب من أجل 12-13 سنة، وتضم المدرسة طلاباً من أكثر من 40 جنسية وعدد جيد من الطلاب من (دول مجلس التعاون الخليجي).

## المناخ
كما تتميز مدينة لوزان بمناخ محيطي نوع من المناخ من أبرز مميزاته سقوط الأمطار طيلة السنة واعتدال الحرارة مع ميل للبرودة في فصل الشتاء

## توأمة
للوزان اتفاقيات توأمة مع كل من:
- أوسييك
- أخيسار
- Bicaz [الإنجليزية]‏
- موسكو
- بانكوك (29 ديسمبر 2009 - )
- برنيك

## أعلام
- ستان فافرينكا
- بيتر كارل فابرجيه
- أليخو كاربنتيير
- ستيفان تشابوسات
- يبول راطانا
- كارل غوستاف إميل مانرهايم
- رودولف الثالث ملك بورغندي
- ميجين باشا
- فيكتوريا أوجيني من باتنبرغ
- كلارا كامبوامور